# عبدالباری گوزل
عبدالباری گوزل یا باران گوزل (متولد ۸ فروردین ۱۳۳۰ برابر با ۲۸ مارس ۱۹۵۱ مرگ ۲۰۲۵) تاجر ایرانی‌الاصل که در فروردین سال ۱۳۳۰ در شهر ماکو زاده شد اصالتا کرد هست. او میلیاردر ایرانی-آذربایجانی است. وی تاجر و سرمایه‌گذار کلان و مالک هلدینگ آذر سون در کشور جمهوری آذربایجان است.

## زندگینامه

### اوایل زندگی
عبدالباری گوزل در ۸ فروردین ۱۳۳۰ در شهر ماکو در خانواده رضا آقا از طایفه جلالی  متولد شد و از لحاظ ملیت کرد است. بعداً از ماکو کهاجرت کرد تا با مادربزرگش در استان موش ترکیه زندگی کند . پس از گذراندن تحصیلات ابتدایی در ترکیه بین سالهای 1956 و 1961، تحصیلات متوسطه خود را بین سالهای 1962-1965 در ایران به پایان رساند.

### فعالیت تجاری اولیه
از دوران جوانی به همراه پدرش به عمده فروشی و فروش مواد غذایی و مواد غذایی (برنج، روغن، چای) مشغول بود. در سال 1968، حجم تجارت خود را افزایش داد و حجم سالانه خود را در آن زمان به 50 تا 60 میلیون دلار رساند.
پس از انقلاب اسلامی ایران در سال ۱۳۵۷ به آنکارا ترکیه رفت و از آنجا قصد عزیمت به سوئیس را داشت. اما پس از توصیه های پیگیر مرحوم تورگوت اوزال که معاون نخست وزیر وقت و بعداً رئیس جمهور بود، در ترکیه ماندگار شد و «اتسون آ.ش» را تأسیس کرد. در آنکارا شرکت را تاسیس کرد.
تا سال 1992، امارات متحده عربی قصد داشت فعالیت های تجاری خود را با تأسیس شرکت های مختلف در کشورهایی مانند ترکیه، ایران ، عراق ، سوریه و اردن تثبیت کند. عبدالباری گوزل برای متحد کردن این شرکت ها و اطمینان از ارتباط بین آنها، در سال 1994 گروهی از شرکت ها به نام "اینترسان هلدینگ" را در دبی تأسیس کرد.

#### فعالیت تجاری در منطقه
از سال 1992 شعبه رسمی شرکت خود را در آذربایجان و گرجستان تاسیس کرده است.  در سال 1994 آذربایجان در توسعه صنعت پیشگام شد. به موازات برنامه توسعه کشور، به منظور رفع بیکاری، کارخانه هایی در بنگاه های صنعتی زیر ایجاد شد. کارخانه روغن و مارگارین، 4 کارخانه کنسروسازی، کارخانه قند با ظرفیت 600000 تن، صنعت کاغذ با تولید سالانه 100000 تن بازیافت کاغذهای باطله، مزرعه چای و کارخانه بسته بندی، تاسیسات آبیاری نوین پیوت در زمینی به مساحت 4000 هکتار با مزرعه نمونه با همکاری آمریکا ایجاد شده است. بانک EX-IM. همچنین از طریق فعالیت های تجاری مانند مشارکت در زمینه های عمرانی (توسعه زمین)، بانکداری و بیمه، کمک های قابل توجهی به اقتصاد کشور کرده است. وی در سال 1994 کمک های بی نظیری به توسعه صنعت آذربایجان کرد. 
عبدالباری گوزل به غیر از بخش غذایی، تجارت نفت را در ایران و ترکیه در سال 1980 آغاز کرد. از سال 2002 این فعالیت شامل انتقال نفت خزر به گرجستان از طریق پایانه نفتی باکو و پایانه نفتی دوبندی بوده است . او در حال حاضر صاحب شرکت هایی در سوئیس و دبی است که در زمینه تجارت نفت و فرآورده های نفتی فعالیت می کنند.
در همین راستا، در حال حاضر افراد از 14 ملیت مختلف به صورت خانوادگی زیر نظر هلدینگ اینترسان در شهرهای دوبی ، سوئیس ، ترکیه، آذربایجان، گرجستان، روسیه، عراق و افغانستان مشغول به کار هستند. تعداد کل کارکنان دائمی 7000 نفر و تعداد کارگران فصلی در کارخانه ها 10000 نفر است.
هلدینگ آذرسون نیز یکی از شرکت هایی است که او در باکو تأسیس کرد. این شرکت در سال 1997 تاسیس شد و در حال حاضر حدود 2500 تا 3000 کارمند دار